# Mayar (traghetto)
Il Mayar è un traghetto merci di proprietà della compagnia di navigazione MSC.

## Caratteristiche
La nave è stata costruita nel 2000 dal cantiere navale Sietas KG Schiffswert per la società di investimenti Ernst Russ AG con il nome Louise Russ; il progetto della nave è noto come typ 166. 
La capacità è pari a 2.500 metri lineari di carico rotabile (pari a circa 170 rimorchi) su due ponti o, in alternativa, a 426 TEU disposti sul ponte principale; trattandosi di un traghetto dedicato esclusivamente al trasporto di merci rotabili non dispone di alcuna sistemazione per passeggeri e può imbarcare fino a 12 membri dell'equipaggio.
La propulsione è affidata ad una coppia di motori Krupp-MaK 9M43 dalla potenza complessiva di 16.800 kW, sufficienti a spingere la nave ad una velocità massima pari a 22 nodi.

## Servizio

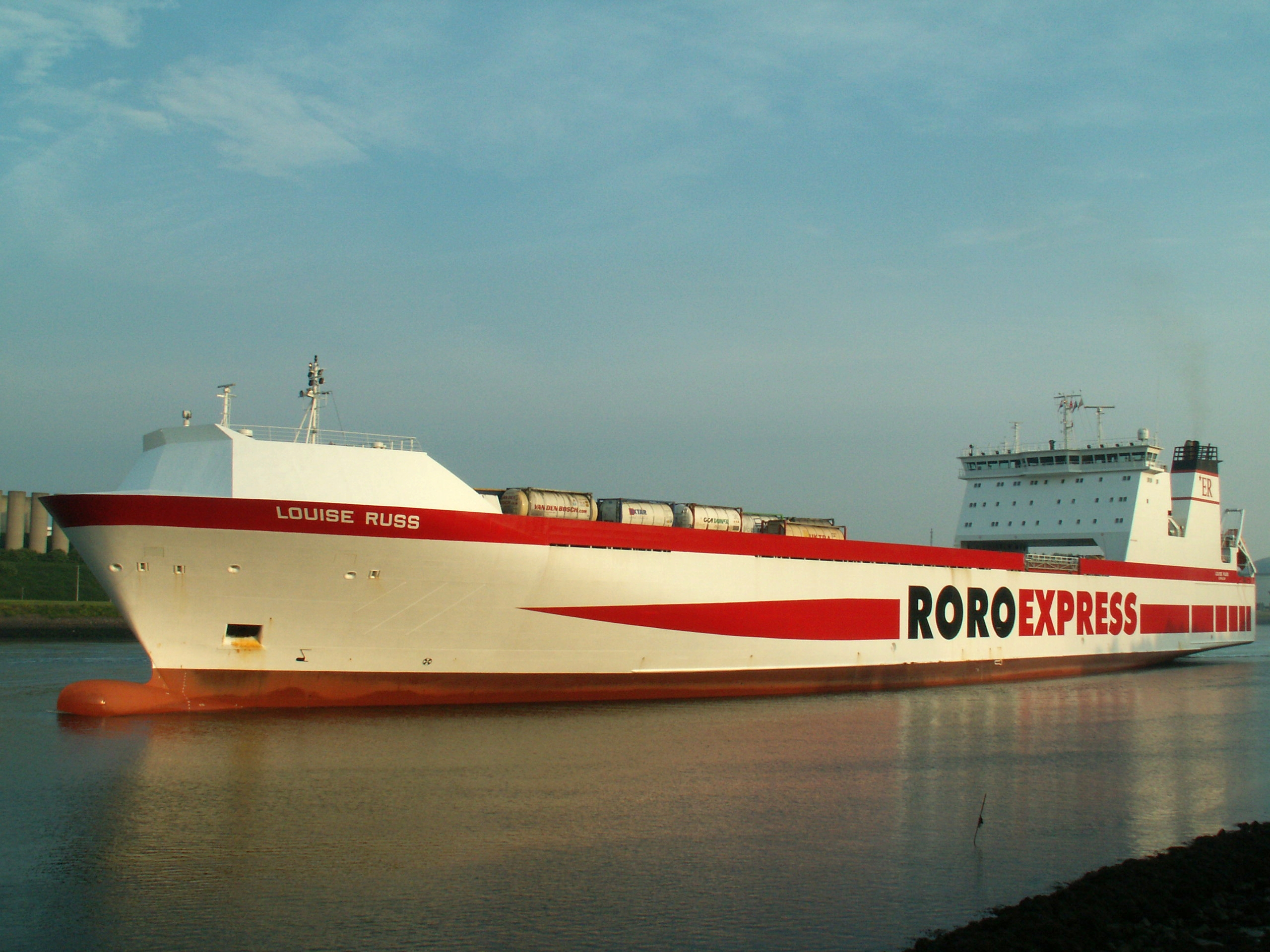
La nave in servizio come Louise Russ nel 2006

La nave è stata varata alla fine del 2000 con il nome di Louise Russ per la società Ernst Russ AG, entrando tuttavia in servizio come Porto Express per la compagnia RoRoExpress ltd. Concluso anzitempo il noleggio alla compagnia britannica, la nave riprese il nome originale mantenendolo per i successivi quindici anni.
Nel 2016 la nave è stata venduta al gruppo tedesco Peter Doehle Schiffahrts e subito ceduta con la formula del noleggio a lungo termine alla compagnia italiana Moby Lines, presso la quale ha ricevuto il nome di Eliana Marino, direttore commerciale della società, ed è stata messa in servizio sulle rotte Livorno-Olbia e Genova-Sicilia-Malta. Da ottobre 2021 l'Eliana Marino è stato subnoleggiato alla compagnia danese DFDS Seaways per un periodo di 6 mesi, al termine dei quali è stato nuovamente ceduto in subnoleggio alla Rederi AB Gotland per l'effettuazione del servizio tra Nynäshamn (Svezia) e Rostock (Germania).
Nel mese di gennaio 2023, dopo aver esercitato l'opzione per l'acquisto (presente nel contratto di nolo a lungo termine), Moby ha messo in vendita la nave subordinando l'esito della procedura all'effettivo acquisto dal gruppo Peter Doehle Schiffahrts, poi andato a buon fine. Ad acquistare la nave, con un'offerta pari alla base d'asta (12,5 milioni di euro), è stato il gruppo MSC.
La nave, rinominata Mayar, è stata successivamente messa in servizio sui collegamenti tra Gioia Tauro e la Tunisia.